# 诺瓦克·费伦茨
诺瓦克·费伦茨（匈牙利語：Novák Ferenc，1969年7月13日—），匈牙利男子皮划艇运动员。他曾代表匈牙利参加2000年夏季奥林匹克运动会皮划艇比赛，获得男子双人划艇500米金牌。